# مزرعه احمدی
مزرعه احمدی یک منطقهٔ مسکونی در ایران است که در دهستان امامزاده آقاعلی عباس واقع شده‌است.